# Henryk Pietrzak (generał)

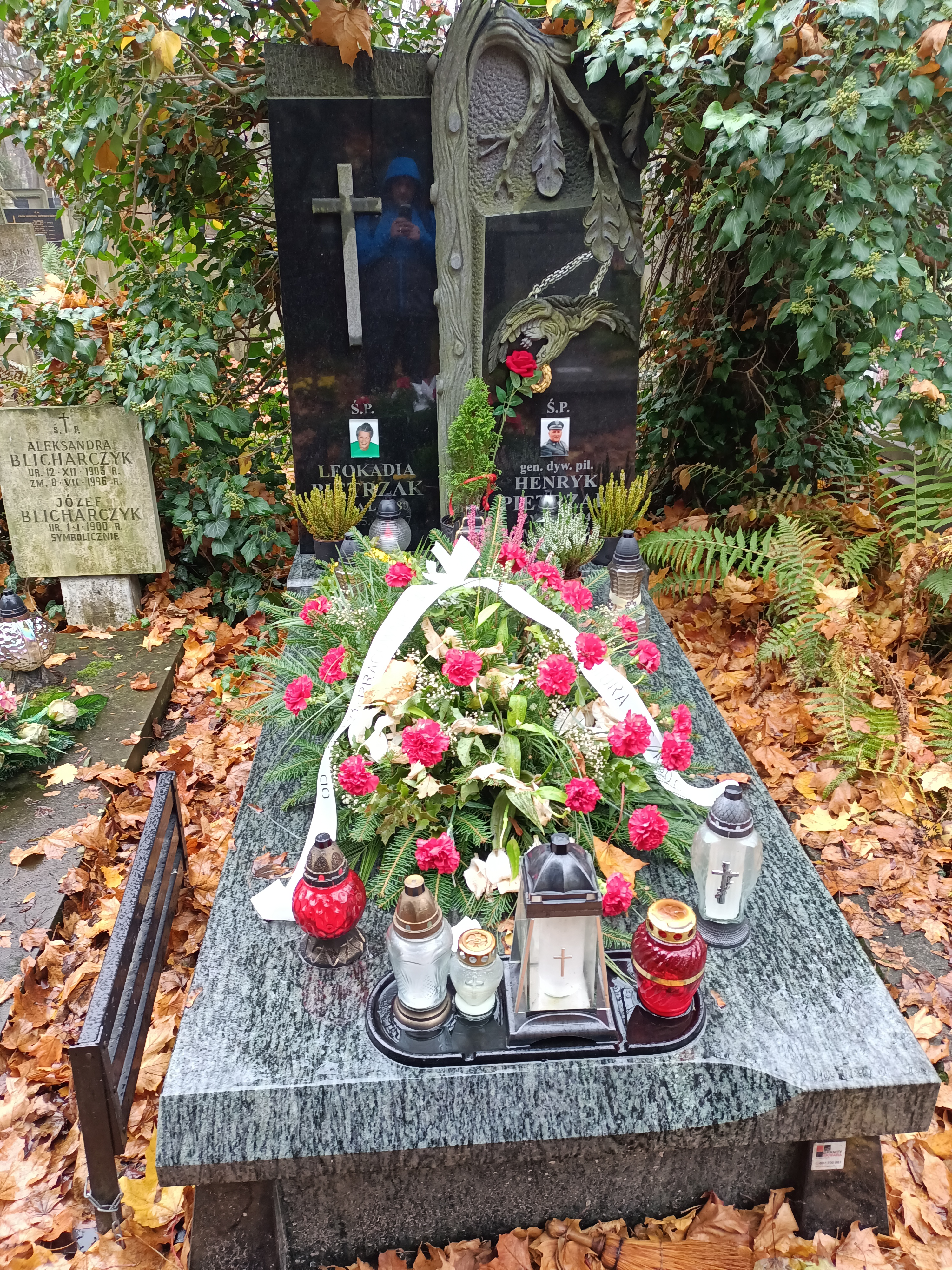
Grób Henryka Pietrzaka na cmentarzu Powązkowskim

Henryk Pietrzak (ur. 13 października 1935 w Strzeszkowicach, zm. 1 października 2020 w Warszawie) – polski generał dywizji, pilot WP.

## Życiorys
Absolwent liceum im. Staszica w Lublinie (1953), kursu szybowcowego w Fordonie (1954) oraz kursu pilotażu na samolotach w Aeroklubie Lubelskim, gdzie pracował jako pilot instruktor. Jesienią 1955 wstąpił do WP i został podchorążym Technicznej Oficerskiej Szkoły Wojsk Lotniczych im. Walerego Wróblewskiegow Zamościu, a od marca 1957 w Oficerskiej Szkoły Lotniczej im. Jana Krasickiego w Dęblinie. Należał do tzw. "grupy 100" utworzonej przez gen. pil. Jana Frey-Bieleckiego, do której powołano cywilnych pilotów samolotowych i szybowcowych ze znaczącymi osiągnięciami w lotnictwie cywilnym. Szkołę ukończył w listopadzie 1957 i został promowany przez gen. bryg. pil. Jana Raczkowskiego do stopnia podporucznika w korpusie osobowym lotnictwa. Po ukończeniu szkoły został skierowany jako pilot do 38. Pułku Lotnictwa Myśliwskiego w Powidzu. Od maja 1958 służył w 1 Pułku Lotnictwa Myśliwskiego „Warszawa”, gdzie był kolejno pilotem (1958-1960), starszym pilotem (1960-1961), dowódcą klucza lotniczego (1961), nawigatorem eskadry lotnictwa pościgowego (1961-1962), zastępcą dowódcy eskadry do spraw liniowych (1962-1968) i dowódcą eskadry (1968).
W latach 1960–1963 należał do zespołu akrobacyjnego wykonującego pilotaż grupowy w składzie 9 i 13 samolotów Lim-5. Uczestniczył jako pilot w defiladach lotniczych organizowanych w latach 1959, 1960, 1964 i 1966. 22 lipca 1959 w Warszawie leciał w ugrupowaniu "Tafla", składającym się z 64 samolotów i prowadzonym przez ppłk. pil. Mariana Bondziora. Podczas defilady w nad Polami Grunwaldu 15 lipca 1960 i w Łodzi 3 września 1960 wykonywał loty w składzie zespołu pilotażowego. W defiladzie 22 lipca 1964 wykonał lot w składzie kolumny kluczy, po raz pierwszy w Polsce na samolotach MiG-21. Podczas defilady 1000-lecia Państwa Polskiego 22 lipca 1966 w Warszawie wykonał lot na samolocie MiG-21 w ugrupowaniu "Grot", składającym się z 16 samolotów.
W latach 1968–1971 studiował w Akademii Sztabu Generalnego WP w Warszawie, po czym został oficerem dyplomowanym i zastępcą dowódcy 1 pułku lotnictwa myśliwskiego OPK ds. liniowych. Od 28 marca 1972 pełnił obowiązki, a od marca 1973 był dowódcą 28. Pułku Lotnictwa Myśliwskiego OPK w Słupsku, od września 1976 w stopniu pułkownika. Pod jego dowództwem pułk ten przezbrojono z samolotów MiG-19 na samoloty MiG-21, a sam pułk został wyróżniony w rozkazie MON do szkolenia sił zbrojnych za wyniki osiągnięte w służbie. W 1976 ukończył Kurs Operacyjno-Strategiczny w Akademii Sztabu Generalnego WP. Od 30 listopada 1977 do 19 sierpnia 1982 szef Wojsk Lotniczych w 2. Korpusie Obrony Powietrznej Kraju w Bydgoszczy. Od października 1978 do lipca 1979 przebywał na Podyplomowym Studium Operacyjno-Strategicznym w Akademii Sztabu Generalnego WP. Od sierpnia 1982 szef sztabu i zastępca dowódcy, a od 18 maja 1985 dowódca 2. Korpusu Obrony Powietrznej Kraju w Bydgoszczy. Na mocy uchwały Rady Państwa PRL z 26 września 1985 mianowany do stopnia generała brygady; nominację wręczył mu w Belwederze przewodniczący Rady Państwa prof. Henryk Jabłoński. Od stycznia do września 1988 dowódca 1. Korpusu Obrony Powietrznej Kraju w Warszawie. Od września 1988 był szefem sztabu i zastępcą dowódcy Wojsk Obrony Powietrznej Kraju. Po połączeniu Wojsk OPK i Wojsk Lotniczych w lipcu 1990 był szefem sztabu Wojsk Lotniczych i Obrony Powietrznej (do września 1995). 8 maja 1995 na mocy postanowienia Prezydenta RP mianowany do stopnia generała dywizji; nominację wręczył mu prezydent RP Lech Wałęsa. W lutym 1996 zakończył służbę wojskową i przeszedł w stan spoczynku. Później był wykładowcą Akademii Obrony Narodowej w Warszawie.
Był pilotem wojskowym I klasy, łącznie spędził w powietrzu ponad 2600 godzin.
W stanie spoczynku był pełnomocnikiem MON do spraw Budowy i Wdrażania Narodowego Centrum Wspomagania Operacji Powietrznych i kierownikiem polsko-amerykańskiego programu przystosowania zarządzania przestrzenią powietrzną i ruchem lotniczym do standardów europejskich. W 1996 należał do członków założycieli Klubu Generałów WP, a w latach 1996-1997 był jego wiceprezesem.
Został pochowany 12 października 2020 roku na cmentarzu Powązkowskim w Warszawie (kwatera 74-4-27).

## Awanse
- podporucznik - 1957
- porucznik - 1960
- kapitan - 1963
- major - 1968
- podpułkownik - 1972
- pułkownik - 1976
- generał brygady - 26 września 1985
- generał dywizji - 8 maja 1995

## Życie prywatne
Syn Władysława i Heleny z domu Koziej. Mieszkał w Warszawie, był żonaty z Leokadią z domu Dzięcioł.

## Odznaczenia
- Krzyż Komandorski Orderu Odrodzenia Polski (1987)
- Krzyż Kawalerski Orderu Odrodzenia Polski (1980)
- Złoty Krzyż Zasługi (1975)
- Srebrny Krzyż Zasługi (1963)
- Medal 40-lecia Polski Ludowej
- Złoty Medal „Siły Zbrojne w Służbie Ojczyzny”
- Srebrny Medal Siły Zbrojne w Służbie Ojczyzny
- Złoty Medal „Za zasługi dla obronności kraju”
- Tytuł honorowy i Odznaka "Zasłużony Pilot Wojskowy PRL" (1982)

i inne.